# كثير بن فرقد المدني
كثير بن فرقد المدني ثم المصري؛ نزل مصر وسكن بها. يعد من فقهاء المدينة ومن رواة الحديث، من الطبقة السابعة، وهو من الثقات. روى عن نافع مولى ابن عمر، وعبد الله بن مالك بن حذافة، وأبي بكر بن محمد بن عمرو بن حزم، وعبيد بن السباق. وروى عنه: عمرو بن الحارث ومالك بن أنس وابن لهيعة والليث بن سعد.
وثقه ابن معين، قال في تهذيب الكمال: قال الدوري عن ابن معين: ثقة، وقال أبو حاتم: صالح كان من أقران الليث وكان ثبتا، وقال الآجري عن أبي داود، وقال مالك بن أنس: كان يؤكد لهذا الأمر أربعة بعد ربيعة. وكان أكبرهم كثير ابن فرقد، عجلت عليه المنية، روى عنه الإمام مالك، وتوفي كثير ابن فرقد في حال حياة مالك ابن أنس. قال ابن القاسم قال مالك: كنا نختلف إلى ربيعة،(1) فما إن نجب منا إلا أربعة أكبرنا عجلت عليه المنية -يعني كثير بن فرقد.- والثاني: عبد الرحمن بن عطاء، والثالث: عبد العزيز بن عبد الله بن أبي سلمة الماجشون. قال ابن القاسم: وسكت مالك عن الرابع فكنا نرى أنه يعني نفسه.

## وفاته
تذكر المصادر المتوفرة أن كثير ابن فرقد كان متقدما في العمر على مالك بن أنس نسبيا؛ حيث ذكر الإمام مالك أنه كان أكبر منه سنا، وأنه مات في حياة الإمام مالك.

## هوامش
1: نختلف إلى ربيعة بمعنى: نتردد عليه للأخذ منه.